# Companyia de Mercaders Comerciant a l'Àfrica
La Companyia de Mercaders Comerciant a l'Àfrica (Company of Merchants Trading to Africa) també anomenada Companyia Africana de Mercaders (African Company of Merchants) fou una companyia comercial britànica establerta per carta reial per operar a la Costa de l'Or (moderna Ghana) als territoris habitats pels fantes. Fou funda el 13 de juny de 1752 en substitució de la Companyia Reial Africana que acabava de ser dissolta. Se li va concedir tanmateix el comerç britànic a la zona del riu Gàmbia que tenia la companyia dissolta, amb seu a Fort James, a l'illa de James, però això només va durar fins al 1765.
El 1817 la Companyia va signar un tractat d'amistat que reconeixia les reclamacions dels aixantis a la sobirania sobre extenses zones de la costa incloent àrees reclamades pels fantes. La Companyia fou abolida el 1821, perquè l'esclavatge no havia estat abolit efectivament a les terres de la companyia que eren privades; l'autoritat sobre la zona fou transferida al governador de Sierra Leone Charles MacCarthy, que fou mort després en la Primera Guerra Anglo-Aixanti.

## Governadors del Comitè de Comerciants
- 1750 – 1751 John Roberts (President del Consell)
- 1751 – 1756 Thomas Melvil (president del Consell fins a 1752)
- 1756 William Tymewell
- 1756 - 1757 Charles Bell
- 1757 - 1761 Nassau Senior (interí)
- 1761 - 1763 Charles Bell (segona vegada)
- 1763 - 1766 William Mutter
- 1766 John Hippisley (Hippersley)
- 1766 - 1769 Gilbert Petrie
- 1769 - 1770 John Grossle
- 1770 - 1777 David Mill
- 1770 - 1780 Richard Miles
- 1780 - 1781 John Roberts (segona vegada)
- 1781 - 1782 John B. Weuves (interí)
- 1782 - 1784 Richard Miles (segona vegada)
- 1784 - 1787 James Morgue
- 1787 Thomas Price
- 1787 - 1789 Thomas Morris
- 1789 - 1791 William Fielde
- 1791 - 1792 John Gordon
- 1792 - 1798 Archibald Dalzel
- 1798 - 1799 Jacob Mould
- 1799 - 1800 John Gordon (segona vegada)
- 1800 - 1802 Archibald Dalzel (segona vegada)
- 1802 - 1805 Jacob Mould (segona vegada)
- 1805 - 1807 George Torrane
- 1807 - 1816 Edward White
- 1816 - 1817 Joseph Dawson
- 1817 - 1822 John Hope Smith
- 1822 - 1828 Sense autoritat territorial
- 1828 - 1830 John Jackson
- 1830 - 1836 George Maclean
- 1836 - 1838 William Topp
- 1838 - 1844 George Maclean (segona vegada)